# Пери (кордон)
Пе́ри — кордон в Лисинском сельском поселении Тосненского района Ленинградской области.

## История

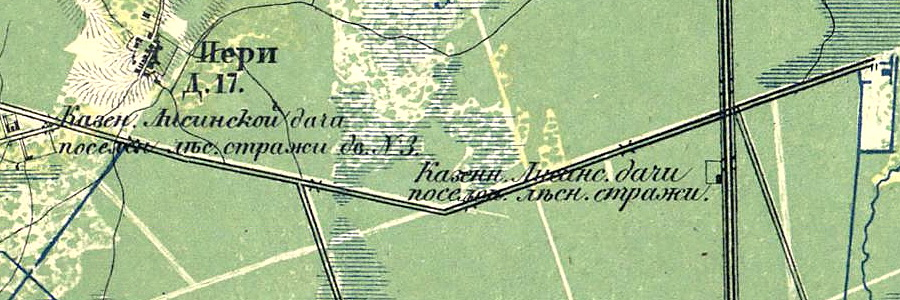
Земли кордона Пери на карте 1868 года

Согласно топографической карте частей Санкт-Петербургской и Выборгской губерний на месте современного кордона Пери располагался посёлок лесной стражи Казённой Лисинской дачи. К западу от посёлка находилась деревня Пери и двор № 3 посёлка лесной стражи Казённой Лисинской дачи.
Согласно материалам по статистике народного хозяйства Царскосельского уезда 1888 года дача Перинская площадью 40 десятин принадлежала купцу А. Х. Вигандту, она была приобретена в 1882 году за 2143 рубля.
В конце XIX века дача административно относилась к Лисинской волости 1-го стана Царскосельского уезда Санкт-Петербургской губернии, в начале XX века — 4-го стана.
В 1913 году на месте современного кордона находился дом лесника.
Согласно военно-топографической карте Петроградской и Новгородской губерний издания 1917 года на месте кордона Пери также находился Пост лесной стражи казённой Лисинской дачи.

Земли кордона Пери на карте на карте 1941 года

Согласно топографической карте РККА 1941 года на месте современного кордона Пери находился дом лесника. К западу от него располагалась ныне не существующая, населённая финнами, деревня Пери.
По данным 1966 года посёлок Перинское Лесничество находился в составе Машинского сельсовета.
По данным 1973 года населённый пункт назывался кордон Пери и также находился в составе Машинского сельсовета.
По данным 1990 года кордон Пери находился в составе Лисинского сельсовета.
В 1997 году на кордоне Пери Лисинской волости проживал 31 человек, в 2002 году — 10 человек (русские — 90 %).
В 2007 году на кордоне Пери Лисинского СП — 20 человек.

## География
Кордон расположен в северо-западной части района на автодороге 41К-176 (Павловск — Косые Мосты), к северу от центра поселения — посёлка Лисино-Корпус.
Расстояние до административного центра поселения — 9 км.
Расстояние до ближайшей железнодорожной станции Лустовка — 8 км.

## Демография
| 2007 | 2010 | 2017 |
| ---- | ---- | ---- |
| 20   | ↗23  | →23  |